# Deir el-Schelwit
Deir el-Schelwit (auch Deir esch-Schelwit) ist ein Tempel in Ägypten, der gegenüber von Theben auf der Westseite des Nils liegt. Er befindet sich etwa 3,5 Kilometer südwestlich des Tempels von Medinet Habu.

## Beschreibung
Von der ursprünglich 50 Meter in der Breite und 80 Meter in der Länge messenden Anlage, die mit einer Lehmziegelmauer umgeben war, existiert heute nur noch der Torbau und das kleine Heiligtum. Das unfertig gebliebene Heiligtum von circa 18,50 Meter mal 14 Meter verfügt über ein Sanktuar und mehrere Nebenräume. Es stammt aus der Griechisch-römische Zeit (2. Hälfte des 1. Jahrh. n. Chr.) und wurde der Göttin Isis und dem Gott Month geweiht. Zur Zeit des Galba, Otho, Hadrian und Antoninus Pius wurde an dem Tempel gebaut.

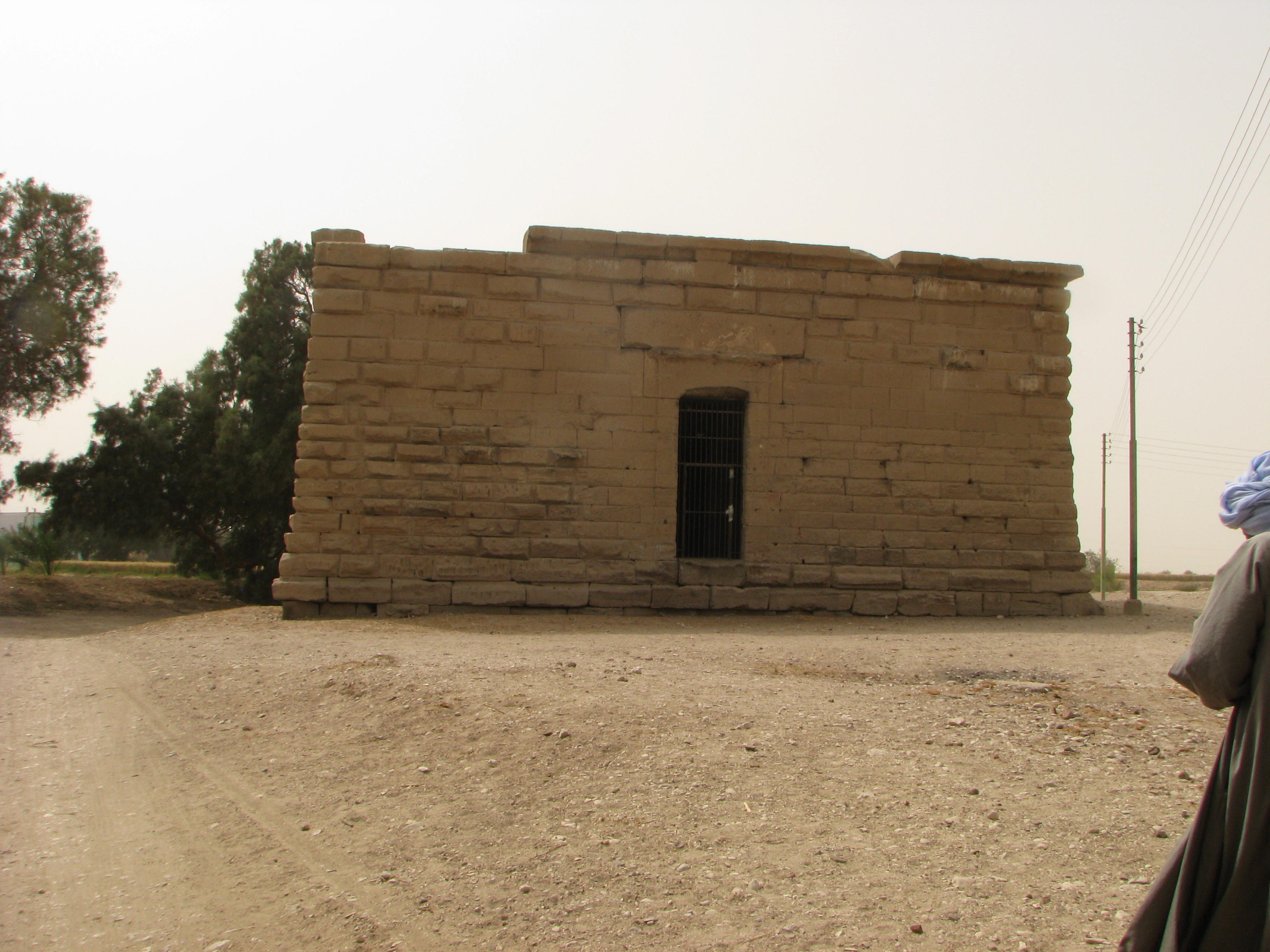
Der Tempel
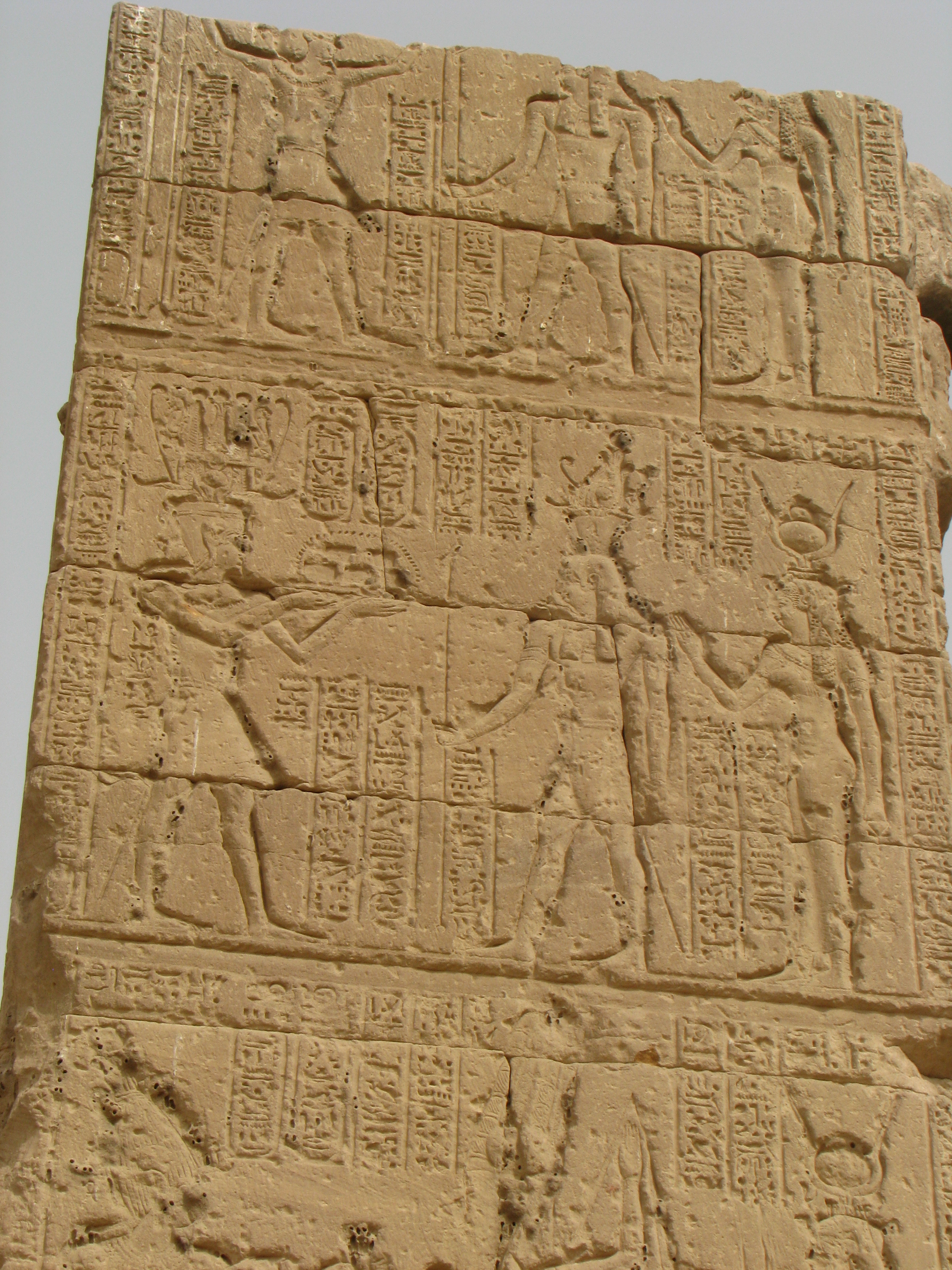
Reliefs auf einem Pylon
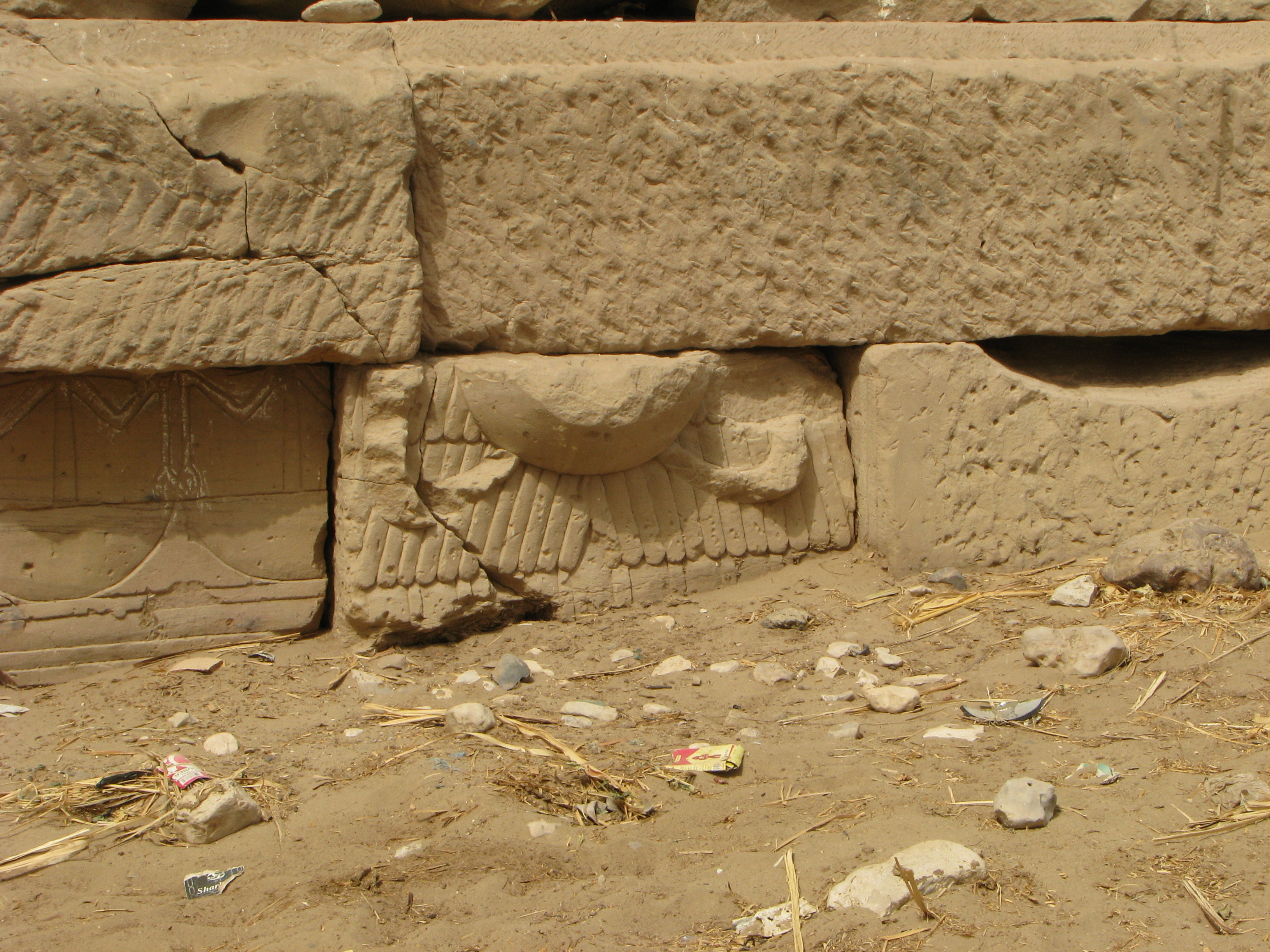
Detail der südlichen Mauer